# Mycetophila lacuna
Mycetophila lacuna är en tvåvingeart som beskrevs av Freeman 1951. Mycetophila lacuna ingår i släktet Mycetophila och familjen svampmyggor. Inga underarter finns listade i Catalogue of Life.